# Novalena orizaba
Novalena orizaba là một loài nhện trong họ Agelenidae.
Loài này thuộc chi Novalena. Novalena orizaba được Richard C. Banks miêu tả năm 1898.